# Благоје Братић
Благоје Братић (Сарајево, 1. март 1946 — Торонто, 31. јул 2008) био је југословенски фудбалер и фудбалски тренер.

## Биографија
Благоје Братић је рођен 1. марта 1946. године у Сарајеву. Поникао је у фудбалском клубу Претис из Вогошће, данас ФК Вогошћа. Играо је на позицији одбрамбеног играча. Као јуниор прелази у сарајевски Жељезничар. Дебитовао је за први тим Жељезничара у сезони 1964/65. Играо је у клубу целу фудбалску каријеру до 1976. године, укључујући сезону 1971/72. када је са Жељезничаром освојио титулу првака Југославије. Са 343 одиграних првенствених утакмица је рекордер клуба са Грбавице, постигао је укупно 32 погодака.
Након завршетка играчке каријере посветио се тренерском послу и завршио Вишу тренерску школу. Био је шеф стручног штаба неколико клубова у Југославији: Локомотива Брчко, Електробосна Јајце, ГОШК Дубровник, Фамос Храсница и Искра Бугојно. У сезони Прве савезне лиге 1987/88, добија прилику на тренерској клупи Жељезничара.
Од 1994. са породицом је живео у Торонту, где је неко време био и технички директор канадског лигаша Торонто Метро Лајонса.
Преминуо је у 62. години 31. јула 2008. у Торонту. Сахрањен је на торонтском гробљу Маунт плезант.

## Репрезентација
За А репрезентацију Југославије одиграо је три утакмице. Дебитовао је 14. јуна 1972. у пријатељској утакмици против Венецуеле (10:0 за Југославију). Последњу утакмицу за национални тим је одиграо 22. јуна 1972. године против Парагваја.

#### Наступи за репрезентацију
Утакмице Благоја Братића у дресу са државним грбом.
| #  | Датум         | Место        | Противник | Резултат | Гол | Такмичење            |
| -- | ------------- | ------------ | --------- | -------- | --- | -------------------- |
| 1. | 14. јун 1972. | Куритиба     | Венецуела | 10:0     | 0   | Пријатељска утакмица |
| 2. | 18. јун 1972. | Кампо Гранде | Боливија  | 1:1      | 0   | Пријатељска утакмица |
| 3. | 22. јун 1972. | Манаус       | Парагвај  | 2:1      | 0   | Пријатељска утакмица |

## Успеси
- Жељезничар
  - Првенство Југославије: 1971/72.